# ネズミゴチ
ネズミゴチ（鼠鯒）Repomucenus richardsonii は、スズキ目ネズッポ亜目ネズッポ科に分類される魚類。日本を含む東アジア沿岸域に分布する広義のコチの一種で、食用にもなる。
地方名で「メゴチ」と呼ばれることが多いが、カサゴ目コチ科に属するメゴチ（標準和名）とは別種である。

## 分布・生息域
分布域は、日本海側は北海道南部以南、太平洋側は宮城県以南とされ、黄海、東シナ海、南シナ海まで広く分布する。水深20m以浅の内湾の砂底に生息し、春から夏にかけては砂浜海岸のごく浅い所にもやって来るが、冬はやや深場に移る。

## 形態
全長20cm前後。体は上から押しつぶされたように左右に平たく、えらの部分がもっとも幅広い。頭は三角形に前方に尖り、目は背面に半球形に飛び出る。口は小さく下向きに開く。1対の鰓孔は他の魚のように裂けず、小さな丸い穴となって背中側に開く。また、鰓孔の横には太い棘が1対ある。左右の棘は向かい合うように内側に弧を描き、内側には数個の歯もある。体表は粘液に覆われ、鱗はごく小さい。背中側は褐色をしているが、これは近くで見ると白、黄色、褐色などの細かいまだら模様からなっている。腹側は白色だが、尾びれの下半分は黒っぽい。
第一背鰭は4棘条、第二背鰭は9-10軟条、臀鰭は9軟条。
オスとメスではオスの方が体が大きい。また、成体のオスの第一背びれは縁が黒く、メスと若いオスは白く縁取られた黒い斑点が1つあることでも区別できる。

## 生態
腹を海底につけて生活する底生魚で、ハゼ類と同様おもに胸びれを使って泳ぐ。食性は肉食性で、貝類、多毛類、甲殻類などの小型底生生物を捕食する。マゴチやメゴチなどのコチ科魚類は大きな口で獲物に飛びかかるが、ネズミゴチを含むネズッポ科魚類は下方にスポイト状に突出する小さな口で獲物を吸いこむ。
産卵期は春と秋で、この時期の夕方にはオスとメスが2匹並んで海面に浮き上がって泳ぎながら産卵する様子が見られる。卵は浮性卵で、稚魚もしばらく浮遊生活を送るが、やがて海底で生活するようになる。寿命は2-3年ほどとみられる。

## 人との関わり
釣りでよく漁獲される。ネズミゴチを目当てに釣る人は少ないが、キスと生息域が重なっているので、キス釣りではよく釣り上がる外道の魚として知られている。
ただし体表は粘液が多く、鰓孔の横に棘もあるので素手では扱えない。また釣り針を呑んでしまうことも多いので、タオルや針外しを用意しておくのが望ましい。キスは釣り上げられるとすぐに死んでしまうことが多いが、ネズッポ類はかなりの時間生きている。
頭と内臓を落とした後に料理する。体表の粘液は塩を振ってこすると取れるので、あとは水洗いするとよい。肉は歯ごたえのある白身で天ぷら、唐揚げ、刺身などで食べられる。

## 別名
メゴチ、ノドクサリ、ヌメリゴチ（各地）、ネバリゴチ（静岡県）、ガッチョ（大阪府南部）、テンコチ（関西地方）、ヨダゴチ（長崎県）、ゴッババ（鹿児島県）など
近縁種と特に区別しないことが多い。ヌメリゴチとメゴチについてはこれが標準和名の別の魚もいる。「ネバリゴチ」「ヌメリゴチ」は体表の粘液に由来する。また「ノドクサリ」（喉腐り）という呼称はネズッポ科の一部（ヤリヌメリなど）に内臓に刺激物質を持つ種があり、それらの口の中から異臭がすることに由来する。

## 学術上のエピソード
ネズッポ科の魚類は互いによく似て同定が困難な種が多いため、1980年代後半、ネズッポ科の分類研究者中坊徹次が、生物海洋学の専門研究者向けの科学雑誌『海洋と生物』に、絵解きの検索図説記事を連載した。通常の生物の検索表はその分類群の専門の分類学者以外には難解で、多くの生物学研究者にすら使用に多大な努力を要するものが多い中で、この絵解き方式の検索表はその使用の容易さで、多くの魚類研究者の間で大いに好評を博した。
このことがきっかけとなり、日本産の魚類全種にこの絵解き検索方式を適用した同定用の専門書を出版することを望む声が日本の魚類研究者の間で高まった。そして、ついには東海大学出版会で、日本近海及び陸水に生息する魚類の各分類群を研究する、明仁上皇（ハゼ科の一部を担当）を含む日本のほとんどの魚類分類学者を網羅した執筆陣により、この方式による分類検索図説『日本産魚類検索 全種の同定』が出版されるに至った。
その後、このスタイルもしくは類似した方法を用いた分類検索図説方式の分類学専門書籍が、東海大学出版会を中心として、様々な生物群で出版されるに至っている。